# Râul Valea Băieșilor
Râul Valea Băieșilor sau Pârâul Băieșilor este un curs de apă, afluent al râului Acmariu. 